# Parayoldiella idsubonini
Parayoldiella idsubonini is een tweekleppigensoort uit de familie van de Nuculanidae. De wetenschappelijke naam van de soort is voor het eerst geldig gepubliceerd in 1971 door Filatova als Yoldiella (Parayoldiella) idsubonini.